# Ceratosolen ficophagus
Ceratosolen ficophagus är en stekelart som först beskrevs av Girault 1915.  Ceratosolen ficophagus ingår i släktet Ceratosolen och familjen fikonsteklar. Inga underarter finns listade i Catalogue of Life.